# Rusłan Łewyha
Rusłan Iwanowycz Łewyha, ukr. Руслан Іванович Левига, ros. Руслан Иванович Левига, Rusłan Iwanowicz Lewiga (ur. 31 stycznia 1983 w Kupiańsku, w obwodzie charkowskim) – ukraiński piłkarz, grający na pozycji napastnika.

## Kariera piłkarska

### Kariera klubowa
Wychowanek klubu Szachtar Donieck. Na początku kariery piłkarskiej występował w trzeciej i drugiej drużynie donieckiego klubu. W latach 2003–2007 grał na wypożyczeniu w klubach Metałurh-2 Donieck, Arsenał-2 Kijów, Sokoł Saratów, Borysfen Boryspol, Illicziweć Mariupol i Worskła Połtawa. W lutym 2008 podpisał 3-letni kontrakt z Czornomorcem Odessa. Po spadku klubu do Pierwszej Lihi w lipcu 2010 został piłkarzem kazachskiego Tobyłu Kostanaj. W styczniu 2011 podpisał kontrakt z azerskim Bakı FK. W lutym 2012 został piłkarzem Olimpiku Donieck. W lutym 2013 roku zmienił klub na Naftowyk-Ukrnafta Ochtyrka.

### Kariera reprezentacyjna
W 2003 występował w młodzieżowej reprezentacji Ukrainy.

## Sukcesy i odznaczenia

### Sukcesy klubowe
- brązowy medalista Rosyjskiej Drugiej Dywizji: 2004
- mistrz Kazachstanu: 2010